# Thuthukile Skweyiya
Thuthukile Edy Skweyiya, auch Thuthukile Mazibuko-Skweyiya, ist eine ehemalige südafrikanische Diplomatin und derzeit Vorsitzende des Aufsichtsrats („Chair“) des staatlichen Rüstungsunternehmens Armscor.

## Leben
Thuthukile Skweyiya arbeitete ab 1995 für das Außenministerium Südafrikas (Department of Foreign Affairs). Dort wurde sie die erste weibliche Deputy Director General (DDG), welche die Beziehungen mit Asien und dem Mittleren Osten pflegte. Vom 18. Mai 1999 bis 2004 war sie südafrikanische Botschafterin in Frankreich sowie gleichzeitig ständiger Vertreter der südafrikanischen Regierung bei der UNESCO. 2001 etablierte sie das Thuthukile Skweyiya Western Cape-Burgundy Wine Exchange Programme, ein Austauschprogramm mit der französischen Weinregion Burgund, durch das der Weinbau in der Provinz Westkap gefördert wird.
2004 schied sie aus dem Regierungsdienst aus. Sie war in Aufsichtsgremien verschiedener Unternehmen tätig, unter anderem als Chairperson bei Wesizwe Platinum Ltd, Afrikander Lease Ltd und Aflease Gold and Uranium Resources of South Africa (inzwischen Uranium One) sowie als Board-Mitglied bei Wescoal Holdings Ltd, TOSACO, Total, Boschendal und Sphere.
Als Stellvertreterin des Armscor-Chairman Refiloe Johannes Mudimu übernahm sie, nachdem dieser aus Krankheitsgründen zurückgetreten war, ab Oktober 2018 zunächst kommissarisch und ab April 2019 offiziell seine Nachfolge.
Skweyiya spricht fließend Zulu, Englisch und Deutsch, außerdem beherrscht sie Afrikaans und Französisch.
Sie war die zweite Ehefrau des südafrikanischen Politikers Zola Skweyiya (1942–2018). Er saß von 1994 bis 2009 als Minister im Kabinett Mandela, Kabinett Mbeki I, Kabinett Mbeki II und Kabinett Motlanthe und war von 2009 bis 2014 als südafrikanischer Hochkommissar im Vereinigten Königreich tätig.